# This Close (serie de televisión)
This Close es una serie dramática escrita y protagonizada por los creadores sordos Shoshannah Stern y Josh Feldman que se estrenó en Sundance Now el 14 de febrero de 2018. 

## Trasfondo
This Close comenzó como la serie Fridays , Stern y Feldman's gracias a Kickstarter en la serie web, y luego se estrenó en el Episodic Showcase del Sundance Film Festival 2017 como The Chances .  Fue el primer pedido de Sundance Now en serie, y se centra en dos mejores amigos sordos que navegan sus veinte años en Los Ángeles. 
Fue renovado por una segunda temporada en abril de 2018. This Close es desarrollado y producido por Super Deluxe .

## Elenco
- Shoshannah Stern como Kate
- Joshua Feldman como Michael
- Zach Gilford como Danny
- Colt Prattes como Ryan
- Cheryl Hines como Stella

## Episodios
| Episodio (número de episodio)  | Trama |
| ------------------------------ | --- |
| Como siempre quise (1)         | Michael y Kate van a Seattle juntos a una librería para firmar un libro. El secreto de Kate se revela a Michael, lo que lo lleva a tener problemas con la seguridad del aeropuerto. |
| Quienes somos (2)              | Kate le pide a Kate que esté en el panel de "Discapacidades en los medios de comunicación" por parte de su jefe, donde debe decidir no hacerlo o fingir y seguirlo. Ryan (el exnovio de Michael) viene sin ser invitado en la cena.                                                              |
| Noche y Día (3)                | El evento de relaciones públicas de Kate va muy bien hasta que llega una celebridad sorda. Stella hace sus brownies especiales que crean un día brumoso. Michael toma una decisión impactante mientras juega.                                                                                    |
| Las posibilidades (4)          | En el Día de Acción de Gracias, la madre de Michael (interpretada por Marlee Matlin) llega con el hermano de Michael donde la revelación revela secretos perturbadores mientras mantiene otros secretos en privado. La comida ideal para las vacaciones de Kate está amenazada por el mal humor. |
| La forma en que éramos (5)     | Una relación es buena, mientras que otra se disipa. La vida de Kate, Michael, Danny y Ryan un año antes del comienzo de la serie se muestra en flashbacks. |
| Lo que nos pasó a nosotros (6) | El secreto de Danny se revela a Kate, pero los problemas más grandes se deben a una fiesta de compromiso de último minuto que amenaza con destruir la amistad entre Kate y Michael. |

## Recepción
This Close es la primera serie de televisión creada, escrita y protagonizada por artistas sordos y ha captado atención por su representación de la comunidad sorda.  Mike Hale, de The New York Times, lo calificó de "divertido y conmovedor como no lo hemos visto antes ... hábilmente dirigido e impactante".  Apareció en la lista de "Los mejores espectáculos del 2018" de Vulture  y se describió como una "serie excelente, silenciosa e innovadora".